# Maxime Mbanda

a Compétitions nationales et continentales officielles uniquement.

b Matchs officiels uniquement.
Dernière mise à jour le 19 août 2019.
Mata Maxime Esuite Mbanda, né le 10 avril 1993 à Rome (Italie), est un joueur de rugby à XV italien. Il joue avec l'Italie et la franchise des Zèbres au poste de troisième ligne aile.
Il est le meilleur plaqueur italien – et 5e meilleur toute nations confondues – lors d'un match du Six Nations.

## Biographie
Né à Rome, il est le fils d'une Italienne et d'un Congolais, d'où son prénom français.

### Carrière

#### En club
Après avoir fait ses débuts avec le club de Grande Milano, il rejoint en 2013 le club de Calvisano. À partir de 2014, en plus de son club, il est intégré comme Permit Player de la franchise des Zèbres afin de s'y entraîner ou d'y être prêté pendant les fenêtres internationales. Il devient un joueur à part entière des Zèbres à partir de la saison 2016-2017 du Pro12.
Son parcours en club est le suivant :
- 2011-2013 : Grande Milano  Italie
- 2013-2016 : Rugby Calvisano  Italie
- Depuis 2014 : Zebre  Italie

#### En équipe nationale
Il a honoré sa première cape internationale en équipe d'Italie le 18 juin 2016 par une victoire 20-24 contre les États-Unis.
À jour au 9 novembre 2024
- 29 sélections en équipe d'Italie depuis 2016
- Sélections par années: 3 en 2016, 8 en 2017, 4 en 2018
- Tournoi des Six Nations disputés: 2017 et 2018

## Style de jeu
Ayant un profil de 3e ligne plaqueur-gratteur, il est cité comme « un possible Dusautoir transalpin ». Il illustre notamment ses grosses capacités défensives lors du match contre le Pays de Galles du Six Nations 2017, où il devient alors le 4e meilleur plaqueur de l'histoire du Tournoi avec 26 plaquages en tout. Il reste à ce jour le meilleur plaqueur italien lors d'un match du tournoi.

## Palmarès

### En club
- Vainqueur du Super 10 avec le Rugby Calvisano : 2014, 2015